# Heliura nathalan
Heliura nathalan là một loài bướm đêm thuộc phân họ Arctiinae, họ Erebidae.